# Atletiek op de Gemenebestspelen 2010
Atletiek is een van de sporten die beoefend werden op de Gemenebestspelen 2010 in het Indiase Delhi. Het atletiektoernooi vond plaats van 6 tot en met 14 oktober in het Jawarhalal Nehru Stadium.

## Medailles

### Medaillewinnaars

#### Mannen
| Onderdeel            | Goud                                                                 | Goud     | Zilver                                                           | Zilver   | Brons                                                                              | Brons    |
| -------------------- | -------------------------------------------------------------------- | -------- | ---------------------------------------------------------------- | -------- | ---------------------------------------------------------------------------------- | -------- |
| 100 m                | Lerone Clarke Jamaica                                                | 10,12    | Mark Lewis-Francis Engeland                                      | 10,20    | Aaron Armstrong Trinidad en Tobago                                                 | 10,24    |
| 200 m                | Leon Baptiste Engeland                                               | 20,45    | Lansford Spence Jamaica                                          | 20,49    | Christian Malcolm Wales                                                            | 20,52    |
| 400 m                | Mark Mutai Kenia                                                     | 45,44    | Sean Wroe Australië                                              | 45,46    | Ramon Miller Bahama's                                                              | 45,55    |
| 800 m                | Boaz Kiplagat Kenia                                                  | 1.46,60  | Richard Kiplagat Kenia                                           | 1.46,95  | Abraham Kiplagat Kenia                                                             | 1.47,37  |
| 1500 m               | Silas Kiplagat Kenia                                                 | 3.41,78  | James Magut Kenia                                                | 3.42,27  | Nick Willis Nieuw-Zeeland                                                          | 3.42,38  |
| 5000 m               | Moses Kipsiro Oeganda                                                | 13.31,25 | Eliud Kipchoge Kenia                                             | 13.31,32 | Mark Kiptoo Kenia                                                                  | 13.32,58 |
| 10.000 m             | Moses Kipsiro Oeganda                                                | 27.57,39 | Daniel Lemashon Kenia                                            | 27.57,57 | Joseph Kiptoo Kenia                                                                | 27.58,58 |
| 100 m horden         | Andy Turner Engeland                                                 | 13,38    | William Sharman Engeland                                         | 13,50    | Lawrence Clarke Engeland                                                           | 13,70    |
| 400 m horden         | David Greene Wales                                                   | 48,52    | Louis van Zyl Zuid-Afrika                                        | 48,63    | Rhys Williams Wales                                                                | 49,19    |
| 3000 m steeplechase  | Richard Mateelong Kenia                                              | 8.16,39  | Ezekiel Kemboi Kenia                                             | 8.18,47  | Brimin Kipruto Kenia                                                               | 8.19,65  |
| 4×100 m              | Engeland Ryan Scott Leon Baptiste Marlon Devonish Mark Lewis-Francis | 38,74    | Jamaica Lerone Clarke Lansford Spence Rasheed Dwyer Remaldo Rose | 38,79    | India Rahamatulla Molla Suresh Sathya Shameer Naseema Manzile Abdul Najeeb Qureshi | 38,89    |
| 4×400 m              | Australië Joel Milburn Kevin Moore Brendan Cole Sean Wroe            | 3.03,30  | Kenia Vincent Koskei Vincent Kiilo Anderson Mutegi Mark Mutai    | 3.03,84  | Engeland Conrad Williams Nick Leavey Richard Yates Robert Tobin                    | 3.03,97  |
| Marathon             | John Kelai Kenia                                                     | 2.14,35  | Michael Shelley Australië                                        | 2.15,28  | Amos Tirop Matui Kenia                                                             | 2.15,58  |
| 20 km snelwandelen   | Jared Tallent Australië                                              | 1:22.18  | Luke Adams Australië                                             | 1:22.41  | Harminder Singh India                                                              | 1:23.27  |
| Hoogspringen         | Donald Thomas Bahama's                                               | 2,32 m   | Trevor Barry Bahama's                                            | 2,29 m   | Kabelo Kgosiemang Botswana                                                         | 2,26 m   |
| Polsstokhoogspringen | Steven Hooker Australië                                              | 5,60 m   | Steven Lewis Engeland                                            | 5,60 m   | Max Eaves Engeland                                                                 | 5,40 m   |
| Verspringen          | Fabrice Lapierre Australië                                           | 8,30 m   | Greg Rutherford Engeland                                         | 8,22 m   | Ignisious Gaisah Ghana                                                             | 8,12 m   |
| Hink-stap-sprong     | Tosin Oke Nigeria                                                    | 17,16 m  | Hugo Mamba Kameroen                                              | 17,14 m  | Renjith Maheswary India                                                            | 17,07 m  |
| Kogelstoten          | Dylan Armstrong Canada                                               | 21,02 m  | Dorian Scott Jamaica                                             | 20,19 m  | Dale Stevenson Australië                                                           | 19,99 m  |
| Discuswerpen         | Benn Harradine Australië                                             | 65,45 m  | Vikas Gowda India                                                | 63,69 m  | Carl Myerscough Engeland                                                           | 60,64    |
| Kogelslingeren       | Chris Harmse Zuid-Afrika                                             | 73,12 m  | Alex Smith Engeland                                              | 72,95 m  | Mike Floyd Engeland                                                                | 69,34 m  |
| Speerwerpen          | Jarrod Bannister Australië                                           | 81,71 m  | Stuart Farquhar Nieuw-Zeeland                                    | 78,15 m  | Kashinath Naik India                                                               | 74,29 m  |
| Tienkamp             | Jamie Adjetey-Nelson Canada                                          | 8070     | Brent Newdick Nieuw-Zeeland                                      | 7899     | Martin Brockman Engeland                                                           | 7712     |

#### Vrouwen
| Onderdeel            | Goud                                                                      | Goud       | Zilver                                                                  | Zilver   | Brons                                                                 | Brons    |
| -------------------- | ------------------------------------------------------------------------- | ---------- | ----------------------------------------------------------------------- | -------- | --------------------------------------------------------------------- | -------- |
| 100 m                | Natasha Mayers Saint Vincent en de Grenadines                             | 11,37      | Katherine Endacott Engeland                                             | 11,44    | Bertille Atangana Kameroen                                            | 11,48    |
| 200 m                | Cydonie Mothersille Kaaimaneilanden                                       | 22,89      | Abiodun Oyepitan Engeland                                               | 23,26    | Adrienne Power Canada                                                 | 23,52    |
| 400 m                | Amantle Montsho Botswana                                                  | 50,10 CR   | Folashade Abugan Nigeria                                                | 51,39    | Aliann Pompey Guyana                                                  | 51,65    |
| 800 m                | Nancy Langat Kenia                                                        | 2.00,01    | Nikki Hamblin Nieuw-Zeeland                                             | 2.00,05  | Diane Cummins Canada                                                  | 2.00,13  |
| 1500 m               | Nancy Langat Kenia                                                        | 4.05,26 CR | Nikki Hamblin Nieuw-Zeeland                                             | 4.05,97  | Stephanie Twell Schotland                                             | 4.06,15  |
| 5000 m               | Vivian Cheruiyot Kenia                                                    | 15.55,12   | Sylvia Kibet Kenia                                                      | 15.55,61 | Ines Chenonge Kenia                                                   | 16.02,47 |
| 10.000 m             | Grace Momanyi Kenia                                                       | 32.34,11   | Doris Changeywo Kenia                                                   | 32.36,97 | Kavita Raut India                                                     | 33.05,28 |
| 100 m horden         | Sally Pearson Australië                                                   | 12,67      | Angela Whyte Canada                                                     | 12,98    | Andrea Miller Nieuw-Zeeland                                           | 13,25    |
| 400 m horden         | Muizat Ajoke Odumosu Nigeria                                              | 55,28      | Eilidh Child Schotland                                                  | 55,62    | Nickiesha Wilson Jamaica                                              | 56,06    |
| 3000 m steeplechase  | Milcah Chemos Cheywa Kenia                                                | 9.40,96    | Mercy Wanjiku Kenia                                                     | 9.41,54  | Gladys Kipkemoi Kenia                                                 | 9.52,51  |
| 4×100 m              | Engeland Katherine Endacott Montell Douglas Laura Turner Abiodun Oyepitan | 44,19      | Ghana Rosina Amenebede Elizabeth Amolofo Beatrice Gyaman Janet Amponsah | 45,24    | India Geetha Saati Srabani Nanda P. K. Priya Jyothi Hiriyur Manjunath | 45,25    |
| 4×400 m              | India Manjeet Kaur Sini Jose Ashwini Akkunji Mandeep Kaur                 | 3.27,77    | Engeland Kelly Massey Victoria Barr Meghan Beesley Nadine Okyere        | 3.29,51  | Canada Amonn Nelson Adrienne Power Vicki Tolton Carline Muir          | 3.30,20  |
| Marathon             | Irene Jerotich Kenia                                                      | 2.34,32    | Irene Mogake Kenia                                                      | 2.34,43  | Lisa Weightman Australië                                              | 2.35,25  |
| 20 km snelwandelen   | Johanna Jackson Engeland                                                  | 1.34,22    | Claire Tallent Australië                                                | 1.36,55  | Grace Njue Kenia                                                      | 1.37,49  |
| Hoogspringen         | Nicole Forrester Canada                                                   | 1,91 m     | Sheree Francis Jamaica                                                  | 1,88 m   | Levern Spencer Saint Lucia                                            | 1,88 m   |
| Polsstokhoogspringen | Alana Boyd Australië                                                      | 4,40 m     | Marianna Zachariadi Cyprus                                              | 4,40 m   | Kate Dennison Engeland Carly Dockendorf Canada Kelsie Hendry Canada   | 4,25 m   |
| Verspringen          | Alice Falaiye Canada                                                      | 6,50 m     | Prajusha Maliakkal India                                                | 6,47 m   | Tabia Charles Canada                                                  | 6,44 m   |
| Hink-stap-sprong     | Trecia Kaye-Smith Jamaica                                                 | 14,19 m    | Ayanna Alexander Trinidad en Tobago                                     | 13,91 m  | Tabia Charles Canada                                                  | 13,84 m  |
| Kogelstoten          | Valerie Vili Nieuw-Zeeland                                                | 20,47 m CR | Cleopatra Brown Trinidad en Tobago                                      | 19,03 m  | Tasele Margaret Iva Satupai Samoa                                     | 16,43 m  |
| Discuswerpen         | Krishna Poonia India                                                      | 61,51 m    | Harwant Kaur India                                                      | 60,16 m  | Seema Antil India                                                     | 58,46 m  |
| Kogelslingeren       | Sultana Frizell Canada                                                    | 68,57 m CR | Carys Parry Wales                                                       | 64,93 m  | Zoe Derham Engeland                                                   | 64,04 m  |
| Speerwerpen          | Sunette Viljoen Zuid-Afrika                                               | 62,34 m CR | Kimberley Mickle Australië                                              | 60,90 m  | Justine Robbeson Zuid-Afrika                                          | 60,03 m  |
| Zevenkamp            | Louise Hazel Engeland                                                     | 6156       | Jessica Zelinka Canada                                                  | 6100     | Grace Clements Engeland                                               | 5819     |

#### Onderdelen voor gehandicapten
| Onderdeel                 | Goud                    | Goud    | Zilver                    | Zilver  | Brons                      | Brons   |
| ------------------------- | ----------------------- | ------- | ------------------------- | ------- | -------------------------- | ------- |
| 100 m T46 (m)             | Simon Patmore Australië | 11,14   | Samkelo Radebe Australië  | 11,25   | Ayuba Abdullahi Nigeria    | 11,37   |
| 1500 m (rolstoel) T54 (m) | Kurt Fearnley Australië | 3.19,86 | Richard Colman Australië  | 3.20,90 | Josh Cassidy Canada        | 3.21,14 |
| Kogelstoten (zittend) (m) | Kyle Pettey Canada      | 1021    | Daniel West Engeland      | 969     | Hamish MacDonald Australië | 889     |
|                           |                         |         |                           |         |                            |         |
| 100 m T37 (v)             | Katrina Hart Engeland   | 14,36   | Jenny McLoughlin Wales    | 14,68   | Johanna Benson Namibië     | 14,81   |
| 1500 m (rolstoel) T54 (v) | Diane Roy Canada        | 3.53,95 | Chineme Obeta Nigeria     | 4.09,29 | Anita Fordjour Ghana       | 4.18,83 |
| Kogelstoten (zittend) (v) | Louise Ellery Australië | 1110    | Jess Hamill Nieuw-Zeeland | 979     | Gemma Prescott Engeland    | 952     |

## Medailleklassement
| Plaats | Land                           | Goud | Zilver | Brons | Totaal |
| 1      | Kenia                          | 11   | 10     | 8     | 29     |
| 2      | Australië                      | 11   | 6      | 3     | 20     |
| 3      | Engeland                       | 7    | 9      | 10    | 26     |
| 4      | Canada                         | 7    | 2      | 8     | 17     |
| 5      | Jamaica                        | 2    | 4      | 1     | 7      |
| 6      | India                          | 2    | 3      | 7     | 12     |
| 7      | Nigeria                        | 2    | 3      | 1     | 6      |
| 8      | Zuid-Afrika                    | 2    | 2      | 1     | 5      |
| 9      | Oeganda                        | 2    | 0      | 0     | 2      |
| 10     | Nieuw-Zeeland                  | 1    | 5      | 2     | 8      |
| 11     | Wales                          | 1    | 2      | 2     | 5      |
| 12     | Bahama's                       | 1    | 1      | 1     | 3      |
| 13     | Botswana                       | 1    | 0      | 1     | 2      |
| 14     | Kaaimaneilanden                | 1    | 0      | 0     | 1      |
| 14     | Saint Vincent en de Grenadines | 1    | 0      | 0     | 1      |
| 16     | Trinidad en Tobago             | 0    | 2      | 1     | 3      |
| 17     | Ghana                          | 0    | 1      | 2     | 3      |
| 18     | Schotland                      | 0    | 1      | 1     | 2      |
| 18     | Kameroen                       | 0    | 1      | 1     | 2      |
| 20     | Cyprus                         | 0    | 1      | 0     | 1      |
| 21     | Guyana                         | 0    | 0      | 1     | 1      |
| 21     | Namibië                        | 0    | 0      | 1     | 1      |
| 21     | Saint Lucia                    | 0    | 0      | 1     | 1      |
| 21     | Samoa                          | 0    | 0      | 1     | 1      |
| Totaal | Totaal                         | 50   | 50     | 52    | 152    |